# Kulczyn-Kolonia
Kulczyn-Kolonia – kolonia w Polsce położona w województwie lubelskim, w powiecie włodawskim, w gminie Hańsk.
W latach 1975–1998 miejscowość administracyjnie należała do województwa chełmskiego.
Kolonia stanowi sołectwo gminy Hańsk. Według Narodowego Spisu Powszechnego z roku 2011 kolonia liczyła 226 mieszkańców.